# Corbel (gemeente)
Corbel is een gemeente in het Franse departement Savoie (regio Auvergne-Rhône-Alpes) en telt 128 inwoners (2004). De plaats maakt deel uit van het arrondissement Chambéry.

## Geografie
De oppervlakte van Corbel bedraagt 10,0 km², de bevolkingsdichtheid is 12,8 inwoners per km². De gemeente ligt in het massief van de Chartreuse.
De onderstaande kaart toont de ligging van Corbel (gemeente) met de belangrijkste infrastructuur en aangrenzende gemeenten.

## Demografie
Onderstaande figuur toont het verloop van het inwonertal (bron: INSEE-tellingen).